# Tetramorium parasiticum
Tetramorium parasiticum är en myrart som beskrevs av Bolton 1980. Tetramorium parasiticum ingår i släktet Tetramorium och familjen myror. IUCN kategoriserar arten globalt som sårbar. Inga underarter finns listade i Catalogue of Life.